# Хифе
Хи́фе (Кла́йнес-Мер; нем. Hieve, Kleines Meer) — политрофное болотистое озеро в Восточной Фризии на северо-западе Германии. Располагается на территории общины Хинте в районе Аурих земли Нижняя Саксония.
Округлой формы, длиной 1,3 км, в ширину до 1,2 км. Площадь — 126 га. Протяжённость береговой линии — 4,4 км. В основном мелководно, в местах добычи песка углублено, наибольшая глубина — 24 м. Свойственны сильные колебания химического состава воды, зависящие от погоды и времени года. Водная масса стратифицирована, глубинные слои в основном лишены кислорода. Вода мутная, с очень богатым содержанием питательных веществ, что способствует высокому уровню образования водорослей; летом преобладают зеленые и сине-зеленые водоросли. Озеро интегрировано в речную сеть; на северо-востоке сообщается с соседним озером Гросес-Мер, на юге — с каналом Эмс-Яде (Эмс-Яде-канал).